# 紅超巨星

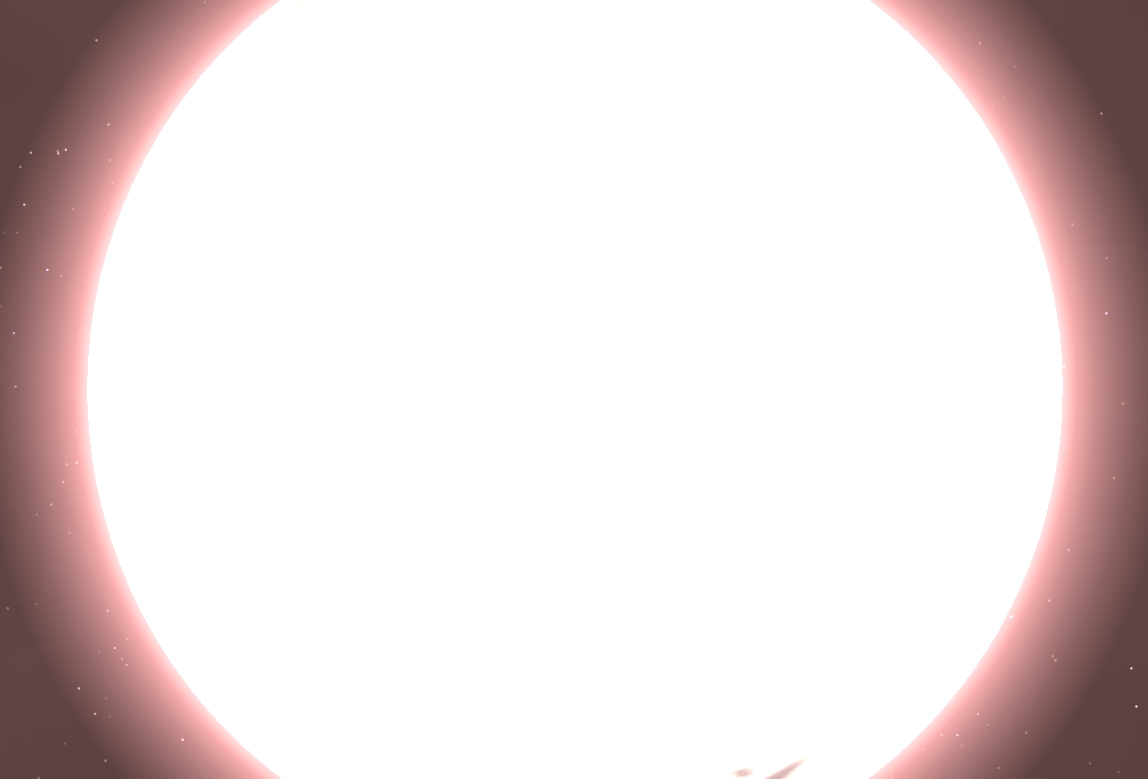
在計算機模擬下，從8天文單位的距離上看見的參宿四。

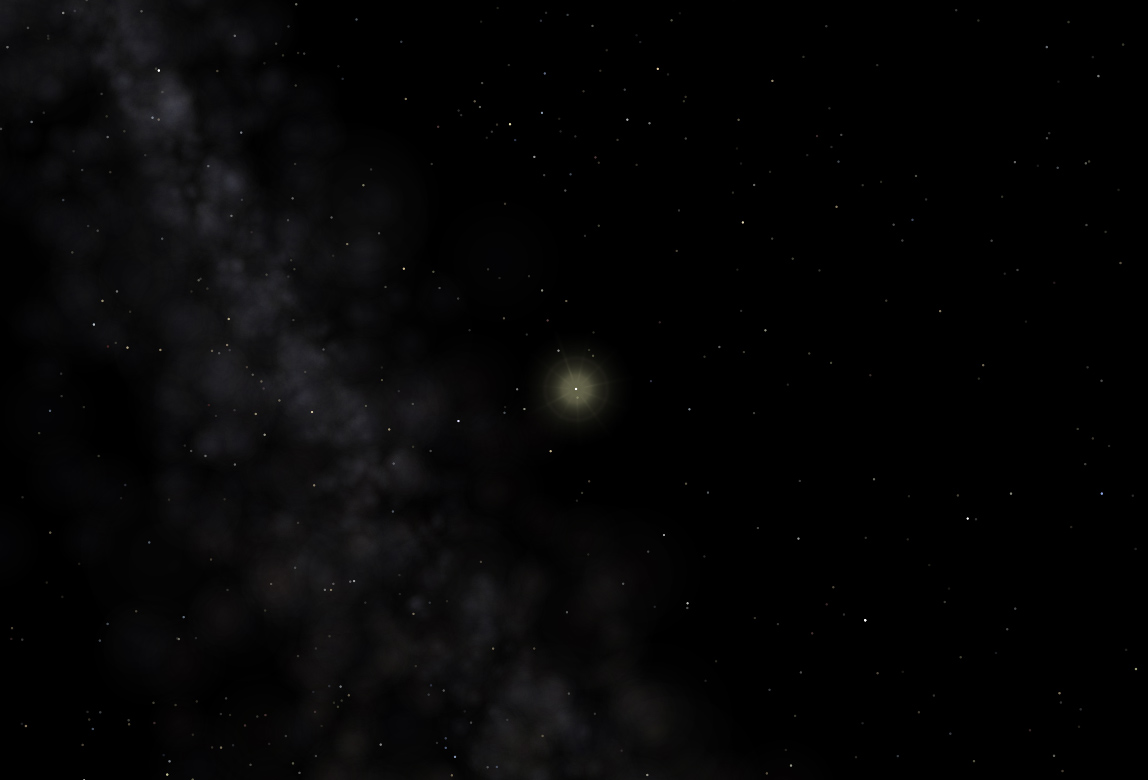
作為比較，這是在相同的距離上看見的我們的太陽。

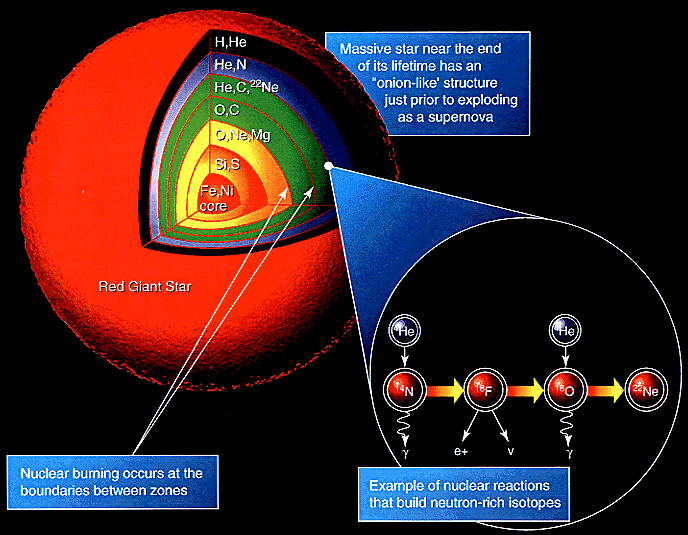
紅超巨星的剖面圖顯示出核合成和元素的形成。

紅超巨星（RSG）是恆星的恆星光譜分類的約克光譜分類（光度分類）中的第一級，超巨星中的一種。雖然它們的質量不是最大的，但體積卻是宇宙中最大的恆星。一般質量在8-40個太陽質量的恆星，在燃燒完核心的氫元素，進入燃燒氦元素的階段之後，將成為紅超巨星。這些恆星的表面溫度很低（3500-4500 K），但有極大的半徑。大部分紅巨星的半徑是太陽的200至800倍，已經足以到達並超越地球到太陽的距離。已知在銀河系內半径最大的四顆紅超巨星是仙王座μ、人馬座KW、仙王座V354和天鵝座KY，它們的半徑都在太陽的1,500倍以上（大約是7天文單位，或是地球至太陽距離的7倍）。
這些巨大的恆星比起"熱真空"－沒有明確邊界的光球，只是單純的滲入星際空間內－還是非常小。它們有緩慢、密集的恆星風，而且如果核心的反應因為任何原因減緩（例如在殼層中燃燒的轉變），它們可能縮小成為藍超巨星。藍超巨星有較快速但是疏落的恆星風，能造成在紅超巨星階段已經被釋出的物質被壓迫進入擴展的殼層內。
許多紅超巨星的質量都允許它們核心的最終產物是鐵元素，在接近生命期的結束時，它們將發展出來的元素會越來越重，而越重的元素也越接近核心。
相對來說，紅超巨星的階段很短暫，持續的時間只有數十萬至數百萬年。大多數大質量的紅超巨星會發展成為沃爾夫-拉葉星，而質量稍低的紅超巨星會以類似II型超新星結束它們的生命。
參宿四和心宿二是紅超巨星最著名的例子。

## 分类
超巨星是指某一類達到超巨星光譜的恆星，而紅超巨星就是指發出紅光的超巨星。紅超巨星是體積最龐大的恆星種類之一，目前已知最大的恆星史蒂文森2-18，就是其中一顆紅超巨星。
為了區分不同光度類別的超巨星，天文學家們傾向以將較暗的超巨星分類到“Ib”，而較明亮的超巨星則分類到“Ia”；紅超巨星也不例外。一些特別明亮或質量特別高的超巨星會被分類為“0”或“Ia+”，這類的超巨星又被稱為特超巨星。大犬座VY和天鵝座NML就被視為紅特超巨星。
儘管部分處於漸近巨星分支階段的紅巨星的光度達到超巨星的級別，例如帝座；它們通常有數千倍的太陽光度。不過由於它們的質量不足以成為超新星，因此它們並不被視為紅超巨星。一般而言，一顆恆星的初始質量至少要有8-12個太陽質量才能發生核心坍縮，爆炸成為超新星。

## 紅超巨星的舉例
紅超巨星是稀有的恆星，但它們在很遠的地方都能看到，而且經常變幻無常，所以有很多眾所周知的例子：
座旗增一
金牛座119
心宿二
危宿三
參宿四
天記
造父四
大犬座VY
盾牌座UY
WOH G64
維斯特盧1-26
英仙座S
天鵝座NML

## 外部連結
- 哈伯精確定位出爆炸的紅超巨星 （页面存档备份，存于）
- 恆星的生命循環：大質量的紅超巨星 （页面存档备份，存于）
- 紅超巨星的影像和模擬動畫 （页面存档备份，存于）